# Igor Budan
Igor Budan (ur. 22 kwietnia 1980 w Rijece) – piłkarz chorwacki grający na pozycji napastnika.

## Kariera klubowa
Budan piłkarską karierę zaczynał w rodzinnym mieście Rijece w tamtejszym klubie NK Rijeka. W 1997 został włączony do kadry pierwszego zespołu i w pierwszej lidze chorwackiej zadebiutował już jako 17-latek. W tym samym sezonie zdołał zdobyć swojego premierowego gola w lidze będąc jednym z najmłodszych piłkarzy w historii Prva HNL, którzy dokonali tej sztuki. W całym sezonie zdobył 2 gole w 10 meczach i tym samym w pewnym stopniu pomógł Rijece w zajęciu 7. miejsca w lidze. W sezonie 1998/1999 było dużo lepiej. Co prawda Budan zdobył tylko 1 gola, ale częściej pojawiał się na boisku, a z drużyną Rijeki wywalczył wicemistrzostwo kraju. Pomimo tego, iż często był rezerwowym w swoim klubie, to latem 1999 nie przeszkodziło mu to w transferze do drużyny Serie A, AC Venezia. W barwach klubu z Wenecji Budan zdobył 2 gole, ale i w tym klubie był na ogół rezerwowym. Na domiar złego Venezia spadła z Serie A. Na sezon 2000/2001 Budan został wypożyczony z Venezii do innej drużyny Serie B, Empoli FC. W barwach Empoli raptem 5 razy pojawił się na boisku strzelając jednego gola. Na kolejny sezon Budan trafił do szwajcarskiego 2-ligowca AC Bellinzona, w którym zdołał zaliczyć raptem jeden występ ligowy. Wrócił do Venezii, w której znów tylko kilkukrotnie pojawił się na boisku wchodząc z ławki rezerwowych, aż w styczniu 2003 trafił do Ancony Calcio i wreszcie była to dla niego pierwsza w miarę udana runda od czasu pobytu we Włoszech. Zdobył dla klubu 4 bramki w 15 meczach, grał w pierwszym składzie i co najważniejsze, przyczynił się do awansu klubu do Serie A. Budan został kupiony przez klub US Palermo, ale na kolejny sezon (2003/2004) został wypożyczony do Atalanty BC. W barwach Atalanty w Serie B zdobył 11 bramek i drugi sezon z rzędu jego drużyna awansowała do najwyższej klasy rozgrywkowej w Italii. Sezon 2004/2005 nie był dla klubu z Bergamo udany. Po roku spędzonym w Serie A, Atalanta wróciła w szeregi drugoligowców. Budan natomiast miał wciąż pewne miejsce w składzie, ale w Serie A tylko zdołał strzelić tylko 5 bramek. Sezon 2005/2006 Budan rozpoczynał na drugim froncie w barwach Atalanty, a kończył w drużynie Ascoli Calcio, w którym to grał w Serie A w rundzie wiosennej. Jego 4 gole nieznacznie przyczyniły się do dość bezproblemowego utrzymania się Ascoli w lidze (zajęło ono 10. miejsce w końcowej klasyfikacji). Całkiem dobra gra w Ascoli nie spowodowała powrotu Budana do Palermo. Na sezon 2006/2007 został on ponownie wypożyczony, tym razem do zespołu Parma F.C. Następnie „Gialloblu” wykupili chorwackiego zawodnika na stałe, jednak po spadku Parmy do Serie B w sezonie 2007/2008 Budan odszedł do US Palermo. 31 sierpnia 2010 wypożyczono go do Ceseny. Był też wypożyczony do Atalanty. W 2013 roku zakończył karierę.
| Sezon   | Klub          | Kraj       | Rozgrywki          | Mecze | Bramki |
| ------- | ------------- | ---------- | ------------------ | ----- | ------ |
| 1997/98 | NK Rijeka     | Chorwacja  | Prva HNL           | 10    | 2      |
| 1998/99 | NK Rijeka     | Chorwacja  | Prva HNL           | 23    | 1      |
| 1999/00 | AC Venezia    | Włochy     | Serie A            | 14    | 2      |
| 2000/01 | Empoli FC     | Włochy     | Serie B            | 5     | 1      |
| 2001/02 | AC Bellinzona | Szwajcaria | Challenge League   | 1     | 0      |
| 2001/02 | AC Venezia    | Włochy     | Serie A            | 3     | 0      |
| 2002/03 | Ancona Calcio | Włochy     | Serie B            | 15    | 4      |
| 2003/04 | Atalanta BC   | Włochy     | Serie B            | 23    | 11     |
| 2004/05 | Atalanta BC   | Włochy     | Serie A            | 28    | 5      |
| 2005/06 | Atalanta BC   | Włochy     | Serie B            | 8     | 0      |
| 2005/06 | Ascoli Calcio | Włochy     | Serie A            | 11    | 4      |
| 2006/07 | Parma F.C.    | Włochy     | Serie A            | 35    | 13     |
| 2007/08 | Parma F.C.    | Włochy     | Serie A            | 15    | 7      |
| 2008/09 | US Palermo    | Włochy     | Serie A            | 5     | 0      |
| 2009/10 | US Palermo    | Włochy     | Serie A            | 30    | 5      |
| 2010/11 | AC Cesena     | Włochy     | Serie A            | 17    | 1      |
|         |               |            | Łącznie w Prva HNL | 33    | 3      |
|         |               |            | Łącznie w Serie A  | 141   | 36     |

## Kariera reprezentacyjna
Budan był powoływany przez Zlatko Kranjčara do szerokiej kadry reprezentacji Chorwacji m.in. na turniej w Hongkongu w zimie 2006, ale ostatecznie do Azji nie pojechał. W drużynie narodowej zadebiutował 7 lutego 2007 roku w wygranym 2:1 spotkaniu przeciwko Norwegii, kiedy to w 62 minucie zmienił Boško Balabana. W 2008 roku znalazł się w kadrze Slavena Bilica na mistrzostwa Europy.